# Велиева, Садагат Сулейман кызы
Садагат Сулейман кызы Велиева (азерб. Sədaqət Süleyman qızı Vəliyeva; род. 23 декабря 1954 года, Нахичевань, Нахичеванская Автономная Республика, Азербайджанская ССР) — государственный и политический деятель. Депутат Милли меджлиса Азербайджанской Республики IV, V и VI созывов, член комитета по вопросам семьи, женщин и детей, член комитета по здравоохранению, а также член счетной комиссии. Председатель Низаминской районной организации партии Новый Азербайджан.

## Биография
Родилась Садагат Велиева 23 декабря 1954 году в городе Нахичевань, Нахичеванской Автономной Республики, Азербайджанской Республики. В 1972 году поступила обучаться на лечебно-профилактический факультет Азербайджанского государственного медицинского института, который окончила в 1978 году.
Трудовую деятельность начала медсестрой в больнице хирургии грудной клетки. С 1980 года начала работать врачом-фтизиатром в Сураханской туберкулезной больнице № 6. В 1984 году она была назначена исполнять обязанности главного врача в туберкулезную больницу № 6. С 1985 по 1995 годы работала на должности главного врача туберкулезной больницы № 6 Сураханского района. С 1995 по 1996 год была заведующей отделом здравоохранения Сураханского района. С 1997 по 2002 годах вновь работала главным врачом туберкулезной больницы № 6 Сураханского района. С 2002 по 2006 год руководила отделом здравоохранения Сабунчинского района.
В 2006 году назначена главным врачом противотуберкулезного диспансера № 4 Сабунчинского района. Врач высшей категории.
В 1990 году была избрана депутатом Зыхского поселкового совета Сураханского района. 
С 1995 года является членом партии Новый Азербайджан. С 2008 года — председатель Низаминской районной организации партии Новый Азербайджан. Избиралась депутатом Милли меджлиса Азербайджанской Республики IV и V созывов.
На выборах в Национальное собрание Азербайджана VI созыва, которые прошли 9 февраля 2020 года, баллотировалась по Второму Низаминскому избирательному округу № 25. По итогам выборов одержала победу и получила мандат депутата Милли меджлиса Азербайджанской Республики. С 10 марта 2020 года приступил к депутатским обязанностям. Является членом комитета по вопросам семьи, женщин и детей, членом комитета по здравоохранению, а также членом счетной комиссии. Член Парламентской ассамбеи тюркоязычных стран. 
Воспитала дочь.